# Chic Young
Murat Bernard Chic Young (* 9. Januar 1901 in Chicago, Illinois; † 14. März 1973 in Saint Petersburg, Florida) war ein US-amerikanischer Cartoonist und Comiczeichner. Als Schöpfer des daily strips Blondie wurde er weltberühmt.

## Leben und Werk
Murat Bernard Young, der jüngere Bruder des Comiczeichners Lyman Young, wuchs in St. Louis, Missouri, auf, kehrte aber in seine Geburtsstadt Chicago zurück, um dort Kunst zu studieren. Er arbeitete zunächst als Stenograph und veröffentlichte 1920 mit The Affairs of Jane für die Newspaper Enterprise Association seinen ersten Comic-Strip. 1922 zog Young nach New York und startete dort für das Bell Syndicate den Comic-Strip Beautiful Bab, der ihm ein Angebot des King Features Syndicate einbrachte und den er schon nach vier Wochen wieder abbrach. Für das King Features Syndicate zeichnete er ab 1924 Dumb Dora. Seit Dumb Dora signierte Young neben seinem Familiennamen mit seinem Spitznamen „Chic“, den er auf der High School erhielt. Dumb Dora wurde von Young bis in das Jahr 1930 gehalten und dann an seinen Assistenten Paul Fung übergeben, der den Strip noch bis in das Jahr 1935 fortführte. Am 8. September 1930 startete Blondie und Young führte als Autor den Strip bis zu seinem Tode fort, während er als Zeichner aufgrund seiner nachlassenden Sehkraft 1950 von Jim Raymond abgelöst wurde. Blondie wurde weltweit in über 1500 Zeitungen abgedruckt. Neben den Zeitungsabdrucken erfolgten auch einige deutschsprachige Comicveröffentlichungen. Weitere Comicveröffentlichungen Youngs waren die Strips The Family Foursome und Colonel Potterby and the Duchess, doch kamen diese niemals an den Erfolg von Blondie heran.
Nach Milton Caniff und Al Capp erhielt Young 1948 als dritter Zeichner den Reuben Award, der von der National Cartoonists Society seit 1946 vergeben wurde.